# A Rainbow in Curved Air
A Rainbow in Curved Air är ett musikalbum av Terry Riley som släpptes 1969 på Columbia Records. Det var hans tredje album och spelades in 1967-1968. Det anses ha varit viktigt i utvecklingen av minimalistisk musik och elektronisk musik. Albumet består av två långa kompositioner som ursprungligen tog upp en sida var på vinylutgåvorna. Mest känt är det till stor del improviserade titelspåret där Riley spelar alla instrument. Det är lika mycket inspirerat av klassisk musik som av indisk musik, som raga. Riley uppförde verket live 2007 tillsammans med andra musiker. På albumets andra spår "Poppy Nogood and the Phantom Band" spelas åter igen alla instrument av Riley, på spåret används saxofon prominent.
The Who döpte senare sin låt "Baba O'Riley" efter Riley då detta album var en inspirationskälla under inspelningarna av Who's Next.

## Låtlista
1. "A Rainbow in Curved Air" – 18:39
2. "Poppy Nogood and the Phantom Band" – 21:38